# At Versaris
At Versaris est un groupe espagnol de hip-hop et musique électronique, originaire de Sabadell, en Catalogne. At Versaris est formé par Pau Llonch (ancien membre de Batzak), Rodrigo Laviña (ancien membre de Pirat's Sound Sistema) et Joan Riera « DJ Singular ». Ils sont des pionniers du hip-hop catalan. Les paroles du groupe abordent un large éventail de sujets, parmi lesquels se distinguent celles qui mettent en avant leur militantisme anticapitaliste.

## Histoire
En 2007, ils sortent, sur le label Propaganda Pel Fet!, Va amb nosaltres, un album dont le son est critiqué par les membres du groupe, mais qui se distingue par sa grande qualité lyrique et l'éclectisme de ses productions musicales, dont la plupart sont reprises par Pau Llonch et le DJ du groupe de l'époque, DJ Bel. En 2008, ils présentent La vida són 2 dies… Cedir-la o gyañar-la !, un maxi single de quatre morceaux en avant-première d'un nouvel opus qui sortira en 2009.
Ils participent à des événements musicaux tels que le festival Hipnotik de Barcelone, le Senglar Rock de Lérida, le Rebrot de l'organisation indépendantiste Maulets, le Mercat de Música Viva de Vic, le festival Cruïlla de Cultures, où ils partagent la scène avec Keny Arkana, ou encore à la programmation du festival Grec de Barcelona. Ils visitent également les États-Unis,, le Pays basque, Rome, Marseille, et la Galice.
Le 18 juillet 2009, ils présentent A cada passa, leur deuxième album, également publié chez Propaganda Pel Fet!, qui leur vaut le prix du public du « meilleur album de 2009 » dans la « catégorie pop-rock » décerné par le magazine Enderrock.
Au printemps 2010, At Versaris lance, avec le groupe de jazz-rock Asstrio, la tournée At Versaris i Asstrio, per principis elegants, qui dure jusqu'en juin 2011 grâce à l'excellent accueil de la critique et du public. À titre d'exemple, le prix ARC du meilleur groupe de l'année dans la catégorie jazz/blues, reçu en 2010.
Le 18 janvier 2013, ils sortent l'EP No Fear, disponible en téléchargement gratuit sur leur site web. Cet EP bénéficie de la collaboration de Wajeed (DJ et producteur du groupe Detroit Invincible), sur le morceau qui donne son nom à l'œuvre, et dont le clip est diffusé sur les réseaux sociaux sous le hashtag #CapPor. Le titre de l'album, selon Pau Llonch, est une allusion à la proposition politique du groupe : « Laissez la peur changer de camp ». Le 10 avril 2013, un nouveau clip du groupe est publié sur YouTube. Il est produit par Causa Venezuela, une organisation soutenant la révolution bolivarienne. Le 24 septembre 2013, le groupe annonce la mise en ligne gratuite de l'intégralité de sa discographie en téléchargement direct.
Le groupe ne semble plus donner signe d'activité depuis 2021.

## Discographie
- 2007 : Va amb nosaltres
- 2008 : La vida són 2 dies
- 2009 : A cada passa
- 2011 : Per principis elegants
- 2013 : No Fear